# Palazzo della Ragione (Mailand)

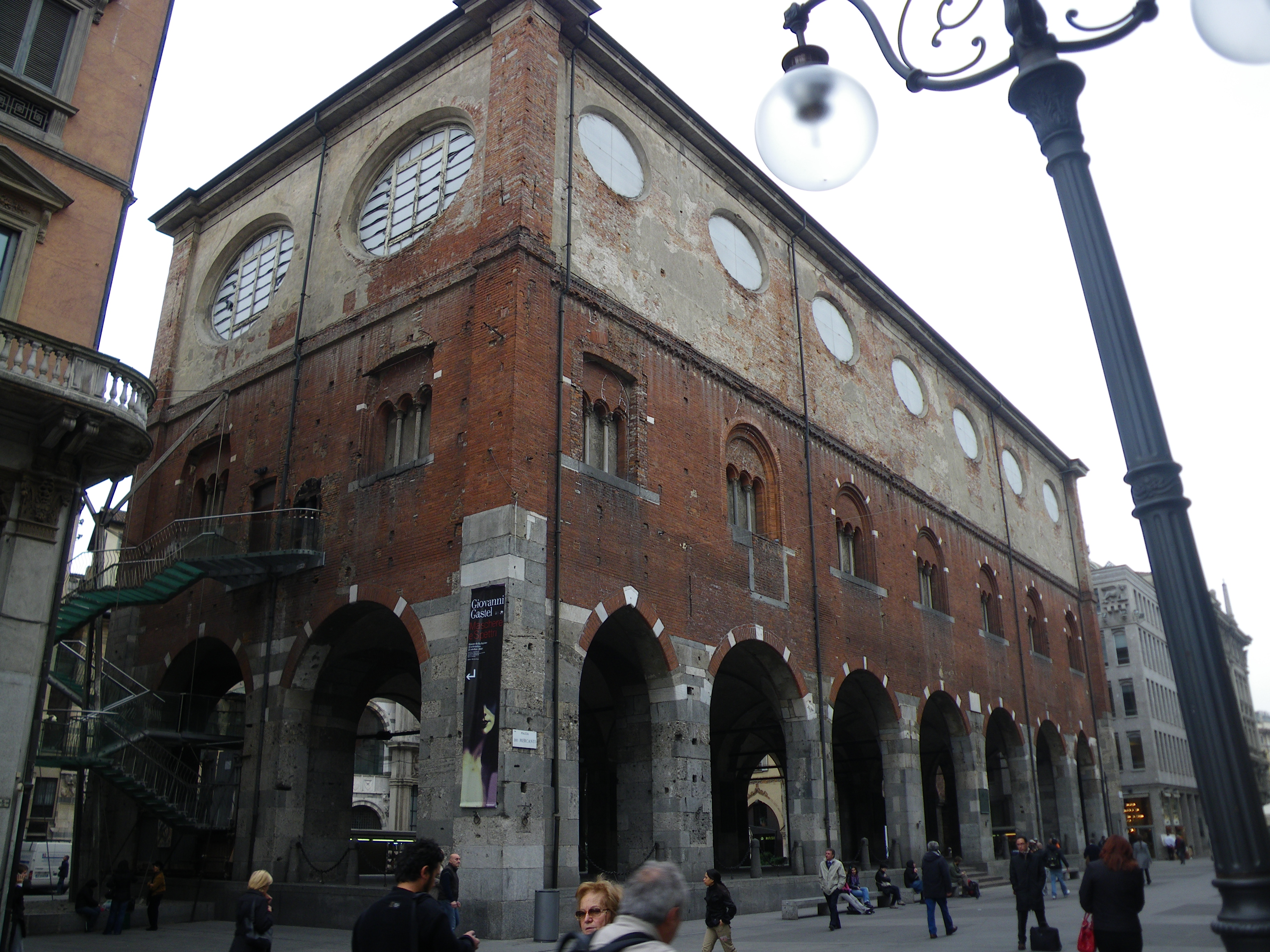
Mailand – Palazzo della Ragione

Der Palazzo della Ragione (oft auch nur Broletto genannt) ist ein Rats-, Justiz- und Marktgebäude in der oberitalienischen Stadt Mailand. Das mittelalterliche Bauwerk mit seinem im klassizistischen Stil erbauten Obergeschoss befindet sich etwa 200 Meter westlich des Mailänder Doms an der Piazza dei Mercanti.

## Baugeschichte und Funktion

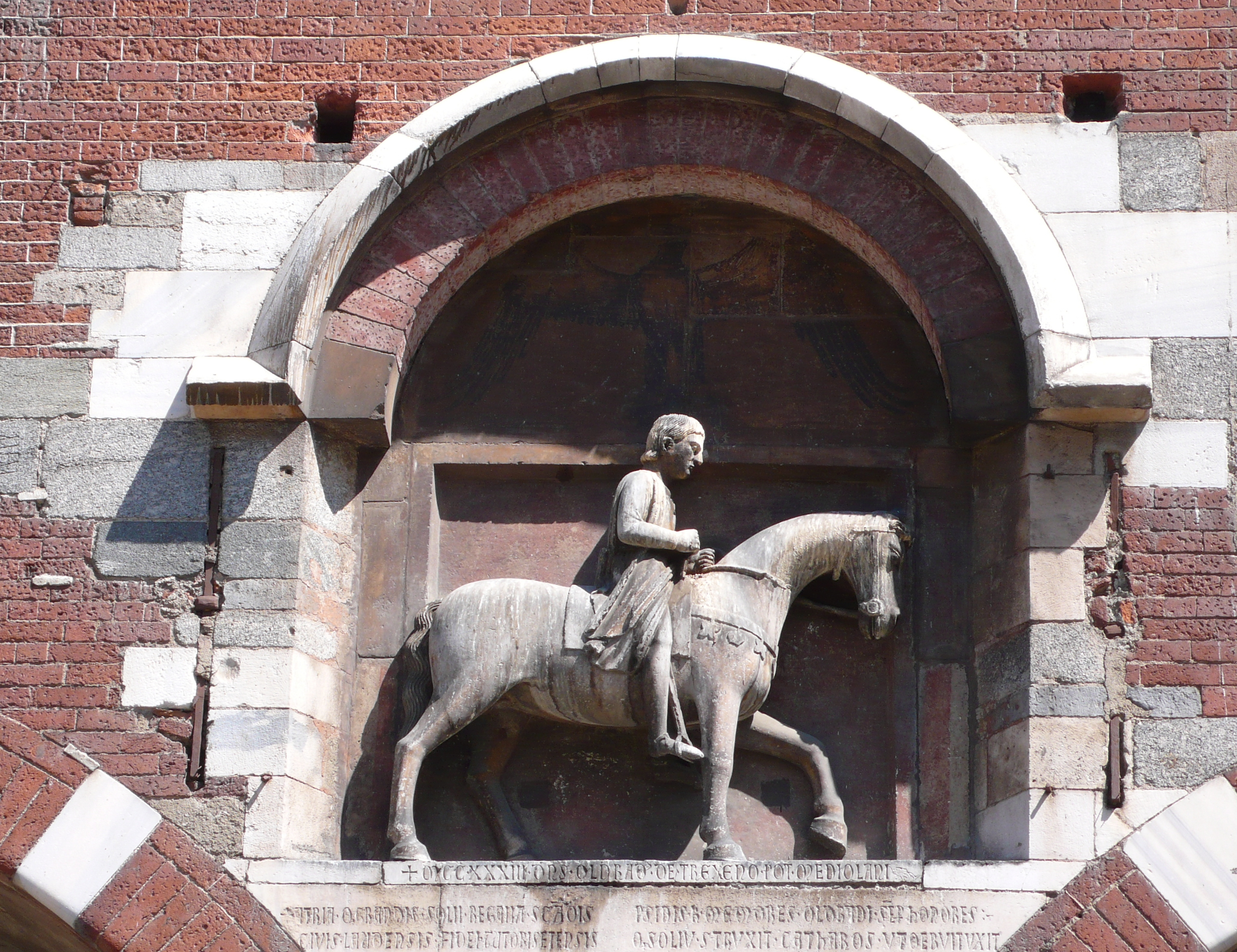
Reiterstandbild des Bürgermeisters (podestà) Oldrado da Tresseno (13. Jahrhundert)

Der heutige Palast (Palazzo Nuovo) hatte einen Vorgänger, der vermutlich an der Stelle des im 14. Jahrhundert begonnenen Königspalasts stand, und einen Nachfolger (Palazzo Nuovissimo) an der Via Broletto. Er entstand im Jahre 1233 auf Betreiben des damaligen Bürgermeisters (podestà) Oldrado da Tresseno, dessen Reiterstandbild in der Außenwand angebracht ist, und war bis 1776 in städtischem Gebrauch. Während der Herrschaft der österreichischen Kaiserin Maria Theresia wurde der Bau von dem Architekten Francesco Croce umgebaut und als Archiv umgenutzt. Croce stockte den mittelalterlichen Bau um ein Geschoss mit großen Rundfenstern im klassizistischen Stil auf und ließ das Ziegelsteinmauerwerk verputzen. Ende des 19. Jahrhunderts erfolgte eine erneute Restaurierung und Umnutzung zum Sitz der Banca Popolare di Milano. Nur langsam erkannte man die Bedeutung und den Wert des mittelalterlichen Bauwerks. Eine Wiederherstellung des Originalzustandes und somit eine Entfernung des Obergeschosses wurde jedoch zu Beginn des 20. Jahrhunderts verworfen.

## Architektur
Die Erdgeschossebene des etwa 50 Meter langen und 15 Meter breiten Bauwerks ist durchgängig nach allen Seiten durch kapitelllose Pfeilerarkaden aus Haustein geöffnet; eine dritte Arkadenreihe in der Mitte stützt ebenfalls die oberen Geschosse. In Querrichtung eingefügte eiserne Zuganker sorgen für mehr Stabilität. In der so entstandenen Pfeilerhalle wurden – wie in einer antiken Basilika – öffentliche Gerichtsverhandlungen, aber auch Märkte abgehalten. Die mittlere Ebene ist zur Gänze aus Ziegelstein gemauert; sie zeigt noch dreibahnige spätgotische Fenster, die von Rund- oder Segmentbögen überfangen sind. Das nachträglich (1770/1771) hinzugefügte, aber ebenfalls aus Ziegelstein gemauerte Obergeschoss mit seinen Rundfenstern wurde verputzt.

## Ausstattung
Die zentrale Bedeutung im Leben der Stadt zeigt sich auch an der reichhaltigen Ausstattung des Palazzo della Ragione: Über die Bedeutung eines Marmorreliefs mit einem Untier (scrofa semilanuta) kursieren diverse Spekulationen; es scheint eng mit einem Stadtgründungsmythos verbunden zu sein. Ein Fresko von Bramantino mit der Muttergottes, dem Jesuskind und zwei Engeln (Madonna del Palazzo de Broletto) schmückte lange Zeit die Außenfassade des Bauwerks; es wurde im Jahre 1808 von dort abgenommen und befindet sich heute in der Pinacoteca di Brera. Die Fresken im Innern stammen sowohl aus spätmittelalterlicher als auch aus barocker Zeit; die meisten zeigen Wappenschilde, aber auch eine Darstellung der Heiligen Familie ist zu sehen.

## Bilder

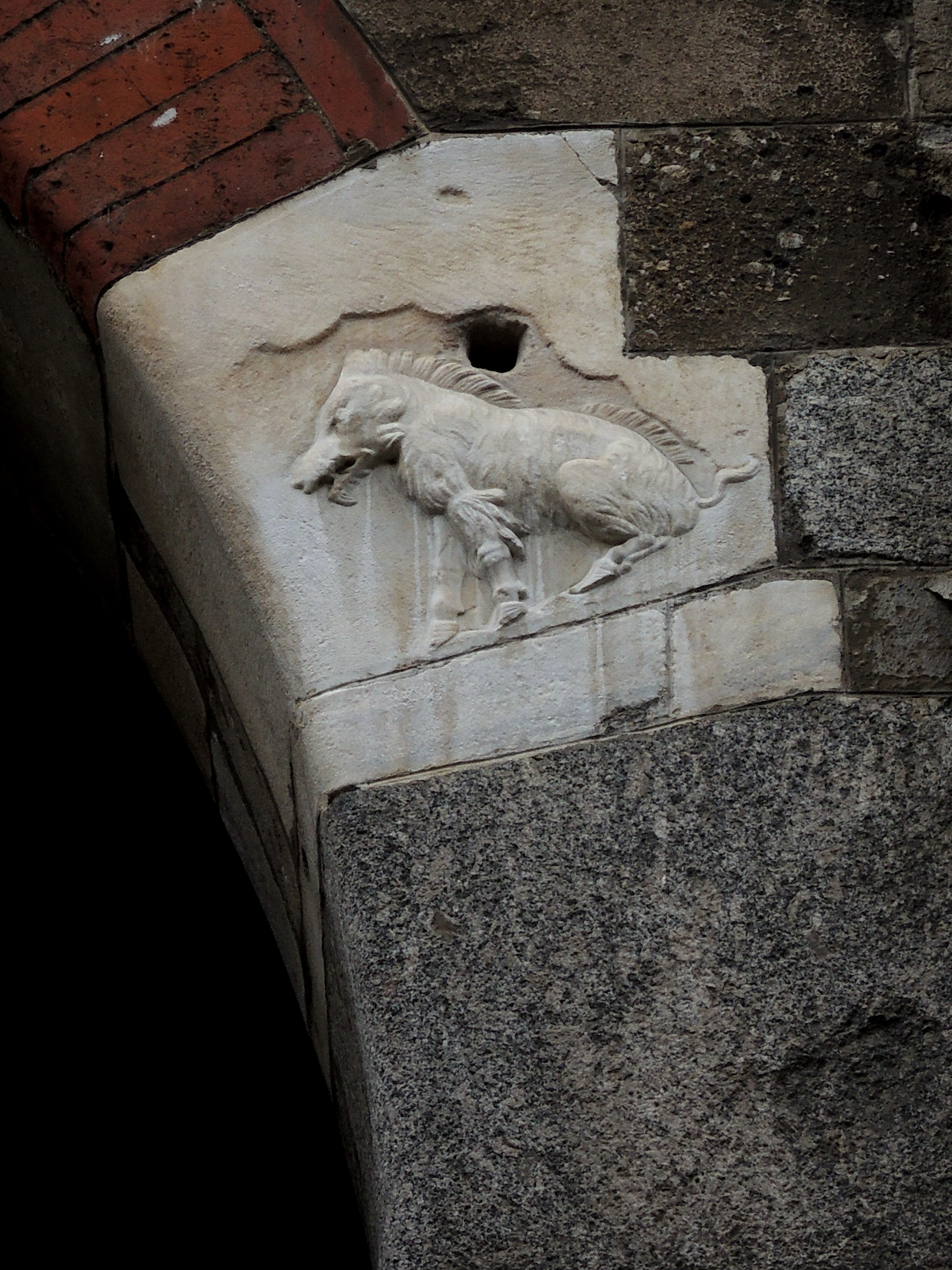
Untier aus Wildschwein und Wolf (scrofa semilanuta)
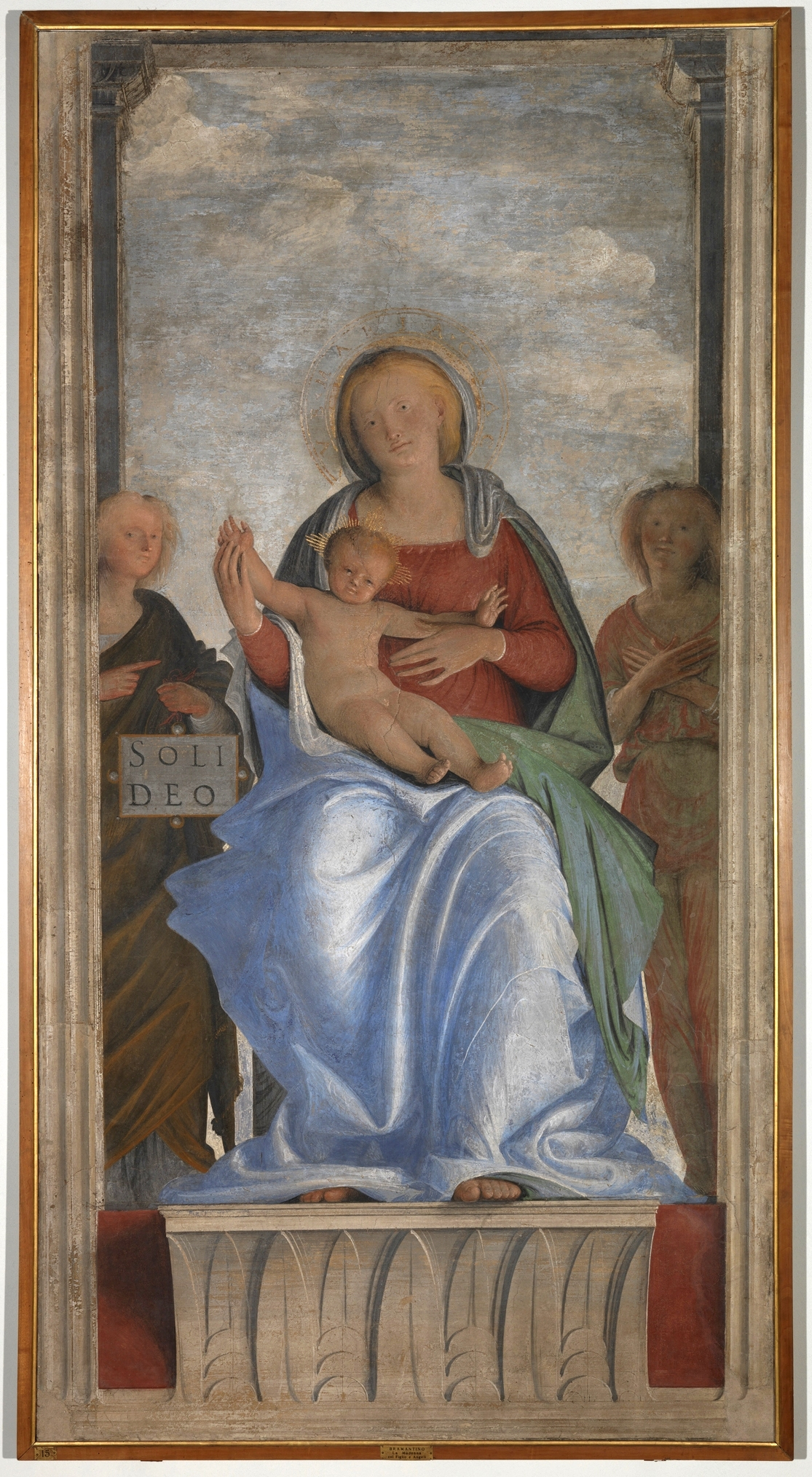
Bramantino – Madonna mit Kind und zwei Engeln
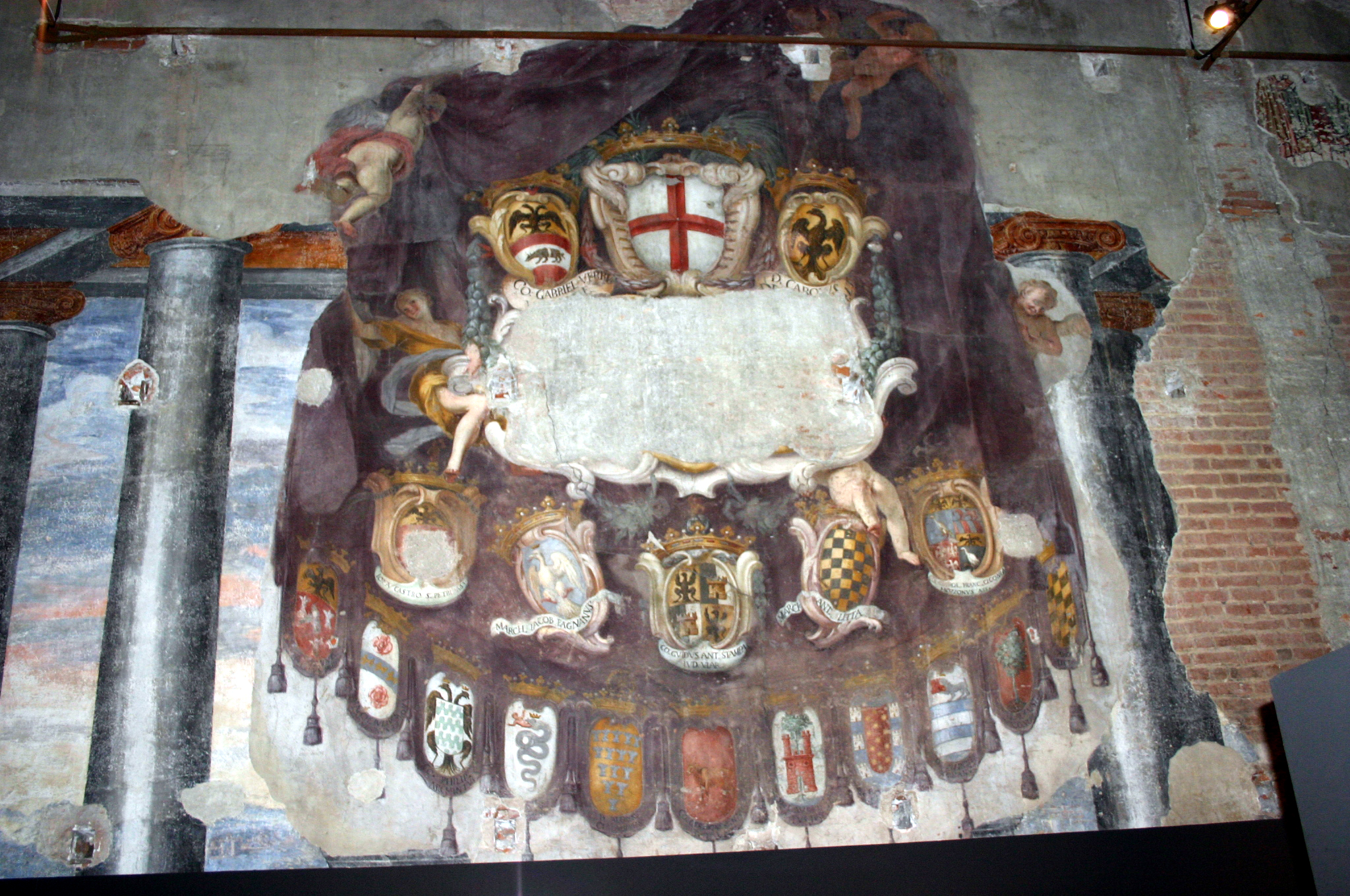
Fresko mit Wappenschilden
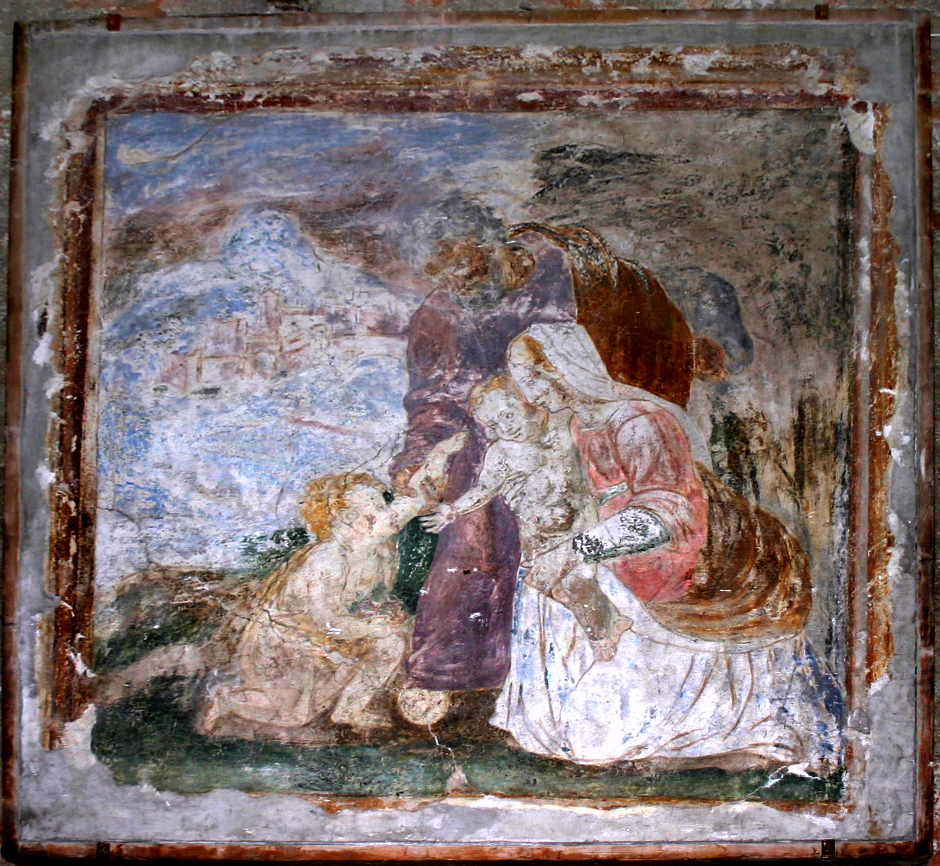
Fresko mit Heiliger Familie